# آنا كاراسكو
آنا كاراسكو (بالإسبانية: Ana Carrasco)‏ مواليد 10 مارس 1997 في مرسية، هي متسابقة دراجات نارية إسبانية. نافست في الجائزة الكبرى للدراجات النارية في فئة موتو 3 وبدأت فيها سنة 2013. تعتبر أول متسابقة تسجل نقاطا في فئة موتو 3 وذلك في جائزة ماليزيا الكبرى للدراجات النارية 2013.

## النتائج

### حسب الموسم
| الموسم | الفئة  | الدراجة        | السباق | الفوز | المنصة | الانطلاق | أسرع لفة | النقاط | الترتيب |
| ------ | ------ | -------------- | ------ | ----- | ------ | -------- | -------- | ------ | ------- |
| 2013   | موتو 3 | كي تي إم       | 17     | 0     | 0      | 0        | 0        | 9      | 21      |
| 2014   | موتو 3 | كالكس كي تي إم | 14     | 0     | 0      | 0        | 0        | 0      | ن.غ.م   |
| 2015   | موتو 3 | كي تي إم       | 15     | 0     | 0      | 0        | 0        | 0      | ن.غ.م   |
| إجمالي |        |                | 46     | 0     | 0      | 0        | 0        | 9      |         |

### السباقات حسب السنة
(مفتاح)
| السنة | الفئة  | الدراجة        | 1      | 2             | 3            | 4          | 5          | 6           | 7           | 8          | 9            | 10         | 11          | 12            | 13            | 14         | 15          | 16          | 17         | 18        | مركز  | نقاط |
| ----- | ------ | -------------- | ------ | ------------- | ------------ | ---------- | ---------- | ----------- | ----------- | ---------- | ------------ | ---------- | ----------- | ------------- | ------------- | ---------- | ----------- | ----------- | ---------- | --------- | ----- | ---- |
| 2013  | موتو 3 | كي تي إم       | قطر 20 | الأمريكتان 20 | إسبانيا ل.ين | فرنسا 19   | إيطاليا 26 | كتالونيا 22 | هولندا 29   | ألمانيا 24 | إنديانا 17   | تشيك 23    | بريطانيا 22 | سان مارينو 19 | أرغون 20      | ماليزيا 15 | أستراليا 19 | اليابان 18  | بلنسية 8   |           | 21    | 9    |
| 2014  | موتو 3 | كالكس كي تي إم | قطر 24 | الأمريكتان 21 | الأرجنتين 23 | إسبانيا 23 | فرنسا 22   | إيطاليا 20  | كتالونيا 30 | هولندا 24  | ألمانيا 20   | إنديانا 26 | تشيك ل.ين   | بريطانيا 29   | سان مارينو 24 | أرغون 22   | اليابان     | أستراليا    | ماليزيا    | بلنسية    | ن.غ.م | 0    |
| 2015  | موتو 3 | كي تي إم       | قطر    | الأمريكتان 22 | الأرجنتين 26 | إسبانيا 27 | فرنسا 18   | إيطاليا 25  | كتالونيا 23 | هولندا 23  | ألمانيا ل.ين | إنديانا    | تشيك        | بريطانيا ل.ين | سان مارينو 25 | أرغون 27   | اليابان 29  | أستراليا 18 | ماليزيا 23 | بلنسية 24 | ن.غ.م | 0    |

## روابط خارجية
- آنا كاراسكو على موقع MotoGP.com (الإنجليزية)
- آنا كاراسكو على موقع WorldSBK.com (الإنجليزية)
- آنا كاراسكو على موقع AS.com (الإسبانية)